# Saint George's
Saint George's je hlavní město státu Grenada. Leží na jihozápadním pobřeží stejnojmenného ostrova, v přírodní zátoce. Název znamená v překladu "patřící svatému Jiří", patronovi Anglie.

## Historie
Roku 1498 na ostrově Grenada přistál Kryštof Kolumbus a dal mu název "Conceptión". Počátkem 17. století ostrov krátce osídlili Britové. V roce 1650 založili francouzští osadníci město na místě dnešního Saint George's. Po sedmileté válce Francie s Anglií ostrov od roku 1763 patřil Velké Británii, která ho začala plně spravovat až roku 1783, kdy ostrov dostal své současné jméno.
V roce 1885 se Saint George's stalo hlavním městem provincie Návětrné ostrovy, kam Grenada od roku 1871 až do roku 1956 patřila. V letech 1958 až 1962 byla součástí Západoindické federace, později získala v rámci Commonwealthu autonomii a když se 7. 2. 1974 osamostatnila, St. George's se stalo jejím hlavním městem.

## Současnost
Saint George's patří mezi nejkrásnější města Západní Indie. Přírodní zátoka (a přístav) Carenage obklopují pestrobarevné domky, další domy, včetně budovy vlády, jsou roztroušeny v zeleni na přilehlých svazích. Stále větší význam má cestovní ruch, turisté mohou obdivovat i tři staré pevnosti, nejstarší (Fort George) postavili Francouzi v roce 1705, nebo římskokatolický, anglikánský a presbyteriánský kostel sv. Ondřeje (St. Andrew's) v centru města. Součástí St. George's je i botanická a zoologická zahrada.
Velký význam má potravinářský průmysl, hlavně zpracování cukru, vyvážejí se kakaové boby, muškátové oříšky a banány.

## Podnebí
Teplota v lednu je v průměru 24 °C (srážky kolem 135 mm), v červenci pak 27 °C (a v průměru 230 mm srážek). Nejdeštivější je říjen, kdy v průměru spadne 280 mm srážek.

## Obyvatelstvo
V roce 1900 zde žilo okolo 2 500 osob. Další vývoj počtu obyvatel ukazuje tabulka:
|               | 1951  | 1970   | 1982   | 1991   |
| ------------- | ----- | ------ | ------ | ------ |
| Vlastní město | 5 755 | 7 500  | 7 520  | 4 439  |
| Aglomerace    |       | 27 000 | 30 000 | 36 000 |